# Vojenský báňský oddíl
Vojenské báňské oddíly (VBO) či Kombinované báňské oddíly pro technické důlní práce (KBO) byly zvláštní vojenské jednotky Československé lidové armády, sestavované z vojáků základní služby pro pomoc při těžbě uhlí. Jejich vznik byl reakcí na velký nedostatek pracovních sil v poválečném Československém těžebním průmyslu, což bylo částečné způsobeno tím, že se většina ložisek nacházela v pohraničních oblastech, ze kterých bylo vysídleno jejich německé obyvatelstvo. VBO existovaly v letech 1946–1951 a od konce roku 1950 je v těžbě postupně nahrazovaly Pomocné technické prapory.
Vojáci už od léta roku 1945 chodili do dolů na dobrovolné brigády, problém s nedostatkem horníků se však prohluboval a proto československá vláda dne 18. července 1946 uložila ministru národní obranu Ludvíku Svobodovi, aby v hornictví dočasně (do dubna 1947) vypomohly pro ten účel vytvořené technické oddíly. K 1. září 1946 tedy byly vytvořeny Kombinované báňské oddíly pro technické důlní práce, později již označované jako skupiny Vojenských báňských oddílů (VBO), do kterých v době jejich vzniku nastoupilo 1113 mužů (brigády vojáků z jiných útvarů ovšem probíhaly i nadále). 
Do VBO byly přednostně vybíráni vojáci působící v civilu jako horníci, kameníci, truhláři, tesaři atd. Tří a půl měsíční pracovní turnus byl započítáván do délky základní vojenské služby (v roce 1947 navržený zákon, prodlužující délku turnusu na 8 měsíců, nebyl tehdejším parlamentem přijat). Pracovníci VBO měli všechna práva a povinnosti tehdejších vojáků a měli i nárok na výhody civilních havířů, včetně finančního ohodnocení.
Jelikož nedostatek pracovníků se v uhelném průmyslu neustále prohluboval, nebylo již fungování VBO dočasné a v březnu 1947 zde bylo nasazeno již 4870 mužů. O rok později jejich počet narostl na 5000 a v letech 1948-1950 se pak počet pracovníků VBO pohyboval okolo 8000 mužů. Ve stejném období existovalo pět skupin VBO v Ostravě, Kladně, Zbůchu, Trutnově, Rosicích a v Mostě. Po únoru 1948 byly do báňských oddílů částečně odesíláni i branci považovaní za politicky nespolehlivé, kteří u VBO museli většinou zůstat i po skončení svého turnusu.
V červenci roku 1950 se Ministerstvo národní obrany, vedené Alexejem Čepičkou, rozhodlo zřídit těžké Pomocné technické prapory (PTP), které měly převzít veškerou práci, vykonávanou jednotkami lidové armády v dolech. Do VBO tak již nebyli posílání noví vojáci a do konce téhož roku byly zrušeny všechny skupiny VBO kromě Ostravské, ze které byl vytvořen Kombinovaný báňský oddíl Ostrava fungující až do listopadu roku 1951. Práci v dolech pak opravdu převzaly pomocné technické prapory.